# Phrynium tristachyum
Phrynium tristachyum är en strimbladsväxtart som beskrevs av Henry Nicholas Ridley. Phrynium tristachyum ingår i släktet Phrynium och familjen strimbladsväxter. Inga underarter finns listade.